# 64. østlige længdekreds
Den 64. østlige længdekreds (eller 64 grader østlig længde) er en længdekreds, der ligger 64 grader øst for nulmeridianen. Den løber gennem Ishavet, Europa, Asien, det Indiske Ocean, det Sydlige Ishav og Antarktis.